# Eugen Schiffer
Eugen Schiffer (14. februar 1860 i Breslau – 5. september 1954 i Berlin) var en tysk jurist og politiker (nationalliberal, DDP, LDPD, FDP). Han var Tysklands vicekansler, justits- og finansminister i flere perioder og udarbejdede blandt andet en plan for at betale landets krigsskadeerstatning og stabilisere og genvinde værdien af reichsmarken. Han trak sig tilbage fra sit aktive politiske liv i 1924.

## Æresbeviser
Schiffer fik æresdoktorgraden fra universitetet i Halle (Saale) (1928) og Humboldt-Universität i Berlin (1950).
Byen Berlin ærede ham med en Ehrengrab (æresgrav) på Friedhof Wilmersdorf.